# Saint-Germain-l'Auxerrois
Saint-Germain-l'Auxerrois är en kyrkobyggnad i Paris, invigd åt den helige Germanus av Auxerre. Kyrkan är belägen vid Place du Louvre i Paris fjärde arrondissement.

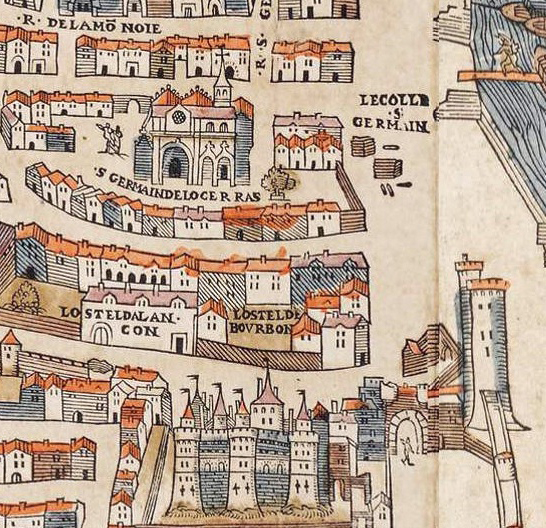
Saint-Germain-l'Auxerrois (•S GERMAINDELOCERRAS). Detalj från Truschets och Hoyaus Paris-karta (1550-talet)